# Хирлеппоси
Хирлеппо́си (чув. Хирлеппуҫ Мӗлӗш) — деревня в Аликовском муниципальном округе Чувашской Республики. Входила в состав Таутовского сельского поселения до его упразднения в 2022 году.

## Общие сведения
В деревне есть дом культуры, библиотека, медпункт, магазин. В настоящее время селение в основном газифицировано.

## География
Деревня расположена в 6 км к западу от административного центра района. Рядом автомобильная дорога республиканского значения Чебоксары-Аликово-Красные Четаи, ветка от которой через Торопкасы проложена до деревни. Через Хирлеппоси протекает речка Хирлеп. Рядом с деревней растёт молодой хвойный и лиственный лес. Есть также глубокий пруд, огибающий хвойный лес.

### Климат
Климат умеренно континентальный с продолжительной холодной зимой и тёплым летом. Средняя температура января −12,9 °C, июля 18,3 °C, абсолютный минимум достигал −54 °C (1979), абсолютный максимум 37 °C. За год в среднем выпадает до 552 мм осадков.

## Население
| 2010 | 2012 |
| ---- | ---- |
| 199  | ↗244 |

Национальный состав — чуваши.

## Название
Согласно наиболее лингвистически обоснованной этимологии, слово Хирлеппоси происходит от названия речки Хирлеп, берущей здесь начало (чув. пуç).
В полном чувашском названии деревни слово «Мĕлĕш» (Мелеш: знак гласного как немецкий ö) означает имя некрещённого чуваша, первого поселенца в этих местах. Так же ближайшие деревни (Торопкасы, Павлушкино, Новое поселение (совр. Азамат), Ходяково) имеют второе слово в своих названиях. Все эти деревни являются выселками Хоравары , которое в свою очередь так же носит название «Мĕлĕш». В соседнем Красночетайском районе расположена деревня Мелеш, основанная уроженцами этих деревень.

## История
В июле 1774 года Пугачёв со своим войском проходил близко от деревни. Записанных 1907 году воспоминаниях отмечается:
"От Хирлеппось Пугачёв направился в Шуматовскую волость, между Тогач и Хирлеппоси есть большой уже высохший дуб, известный под названием в народе «Дуб 12 попов». На нём были повешены восставшими крестьянами 12 священников. Близ Хирлеппось есть «Царевна земля» (ĕмпӳ çĕрĕ). Длина этого земельного участка 3 версты, ширина 1 верста. (НА ЧНИИ, отд. 3, ед. хр. 17, л. 9).

Проведённая 1781—1782 годах перепись населения показала:
«Милюшева, при р. Хирлеп, 151 ревизских душ»
 Здесь же указано, что деревня Хирлеппоси состояла из 19 дворов.
К 1859 году в деревне было 23 дворов, 66 мужчин и 75 женщин, в 1907 году проживали 482 человека, 1926 — 125 дворов, 539 человек.
В 1895 в Хирлеппоси открывается школа.
До 1927 года Хирлеппоси входили в Аликовскую волость Ядринского уезда. С 1 ноября 1927 года деревня в составе Аликовского района, а 20 декабря 1962 года включена в Вурнарский район. С 14 марта 1965 года — снова в Аликовском районе.
В период коллективизации был организован колхоз «Красное поле», переименованное затем в «Красный Октябрь». В восьмидесятые годы прошлого века колхоз был включён в совхоз «Аликовский». 
Совхоз «Аликовский», в хозяйственной орбите которого вращалась вся экономическая жизнь деревни, распался на стыке столетий, вследствие распада СССР. Вслед за этим развалом последовало закрытие восьмилетней школы.
В 2010 году решено асфальтировать Переулочную улицу.
В 2013 году в деревне заново был построен ФАП, где установлено новое медицинское оборудование для работы участкового терапевта и фельдшера.

## Связь и средства массовой информации
- Связь: ОАО «Волгателеком», Би Лайн, МТС, Мегафон. Развит интернет ADSL технологии.
- Газеты и журналы: Аликовская районная газета «Пурнăç çулĕпе»-«По жизненному пути» Языки публикаций: Чувашский, Русский.
- Телевидение: Население использует эфирное и спутниковое телевидение, за отсутствием кабельного телевидения. Эфирное телевидение позволяет принимать национальный канал на чувашском и русском языках.
- Радио: Радио Чувашии, Национальное радио Чувашии

## Известные уроженцы
- Кустиков Аркадий Григорьевич, главный редактор газеты По ленинскому пути (1958—1961, 1965—1986 гг.).
- Платонов Анатолий Иванович — главный врач Аликовской районной больницы, глава администрации Аликовского  района (2005-2010 гг.), заслуженный врач Чувашской республики.
- Сапожников, Геннадий Игнатьевич — доктор биологических наук, ихтиопатолог.
- Тихонов Николай Тихонович, зоотехник, председатель колхоза «Красный Октябрь»; награды: "Медаль «За доблестный труд в Великой Отечественной войне 1941—1945 гг.» (1945), Орден «Знак Почёта» (1972)